# Кавказко попче
Кавказко попче (Knipowitschia caucasica) е вид лъчеперка от семейство Попчеви (Gobiidae).

## Разпространение
Видът е разпространен в Азербайджан, Албания, България, Грузия, Гърция, Иран, Казахстан, Молдова, Румъния, Русия, Туркменистан, Турция и Украйна.